# 阿勒楚喀副都統

阿勒楚喀副都统辖区在吉林将军辖区的位置（1820年）

阿勒楚喀副都统是清朝在今黑龙江省阿城市设立的正二品副都统官职。隶属吉林将军。

## 历史
雍正四年（1725年），于阿勒楚喀地区设协领一员，兵丁四百名。乾隆九年（1744年）设立拉林副都统衙门。原阿勒楚喀佐领为拉林右翼协领。
乾隆二十一年（1756年）分出阿勒楚喀副都统辖区。乾隆三十四年拉林副都统废除，辖区并入阿勒楚喀副都统。
宣统元年裁撤副都统，设立阿城县，隶属吉林省西北路道。